# Hans-Lothar Thiel
Hans-Lothar Thiel (* 15. November 1920 in Praust, Freie Stadt Danzig; † 29. März 2002) war ein deutscher Augenarzt.

## Leben
Hans-Lothar Thiel wurde geboren als Sohn des Rößeler Bürgermeisters Leopold Thiel. Er absolvierte von 1926 bis 1930 die Grundschule in Rößel und bis 1939 die humanistischen Gymnasien von Rößel, Marienburg und Allenstein. Hans-Lothar Thiel studierte Medizin an den Universitäten Breslau (WS 1939/40), Königsberg (SS 1940–WS 1941/42, WS 1942/43) und Erlangen (SS 1944). In Königsberg war er Mitglied und 1943 Führer der Kameradschaft „Honigfelde“ des NSD-Studentenbundes. Am 14. August 1945 absolvierte er das Staatsexamen in Erlangen und wurde approbiert. Ab dem 1. September 1945 arbeitete er als Medizinalpraktikant und ab dem 1. November 1946 als Volontärassistent an der dortigen Augenklinik. Am 20. Februar 1947 wurde er an der Universität Erlangen zum Dr. med. promoviert. Ab dem 1. Februar des folgenden Jahres war er wissenschaftlicher Assistent. Am 18. November 1954 für Augenheilkunde habilitiert, arbeitete er ab dem 26. Januar 1955 als Privatdozent an der Universität Erlangen. Am 1. September 1957 wurde er Chefarzt und Direktor der Städtischen Augenklinik Ludwigshafen am Rhein. 1962 wurde er zum außerplanmäßigen Professor der Universität Erlangen-Nürnberg ernannt. Hans-Lothar Thiel war Professor an der Ruprecht-Karls-Universität Heidelberg. 1984 trat er in den Ruhestand; sein Nachfolger als Klinikdirektor wurde Holger Busse.
Thiel hat zahlreiche wissenschaftliche Veröffentlichungen getätigt. Lehr- und Forschungsschwerpunkt waren die Verätzungen des Sehorgans und die operative Behandlung von Augenkrankheiten.
1964 wurde er von Kardinal-Großmeister Eugène Tisserant zum Ritter des Ritterordens vom Heiligen Grab zu Jerusalem ernannt und am 5. Dezember 1964 im Kölner Dom durch Lorenz Kardinal Jaeger, Großprior des Ordens, investiert.
Hans-Lothar Thiel war zweimal verheiratet und hatte drei Kinder. Er starb an den Folgen eines Unfalls in Unterammergau.

## Schriften
- Über zwei Fälle von malignen Sympathicus-Tumoren an der Orbita bei Säuglingen. 1946 (Dissertation, Universität Erlangen, 1947).
- Zur topographischen und histologischen Situation der Ora serrata. In: Albrecht von Graefes Archiv für Ophthalmologie. Bd. 156 (1955), H. 6, S. 590–629 (Habilitationsschrift, Universität Erlangen, 1955).